# Етнобіологія
Етнобіологія — це наука, яка вивчає як людські культури ставляться до живих істот або як вони їх використовують. Вона вивчає відносини між людьми, біомом та середовищем, від далекого минулого до найближчого сьогодення. 
Взаємодія «людина-біом-довкілля» в усьому світі документується та вивчається у різних дисциплінах і культурах у пошуках дійсних і надійних відповідей на два «визначальних» питання: «Як і в який спосіб людські суспільства використовують природу і як людські суспільства сприймають природу?" 

## Історія

### Початок (15 ст.–19 ст.)

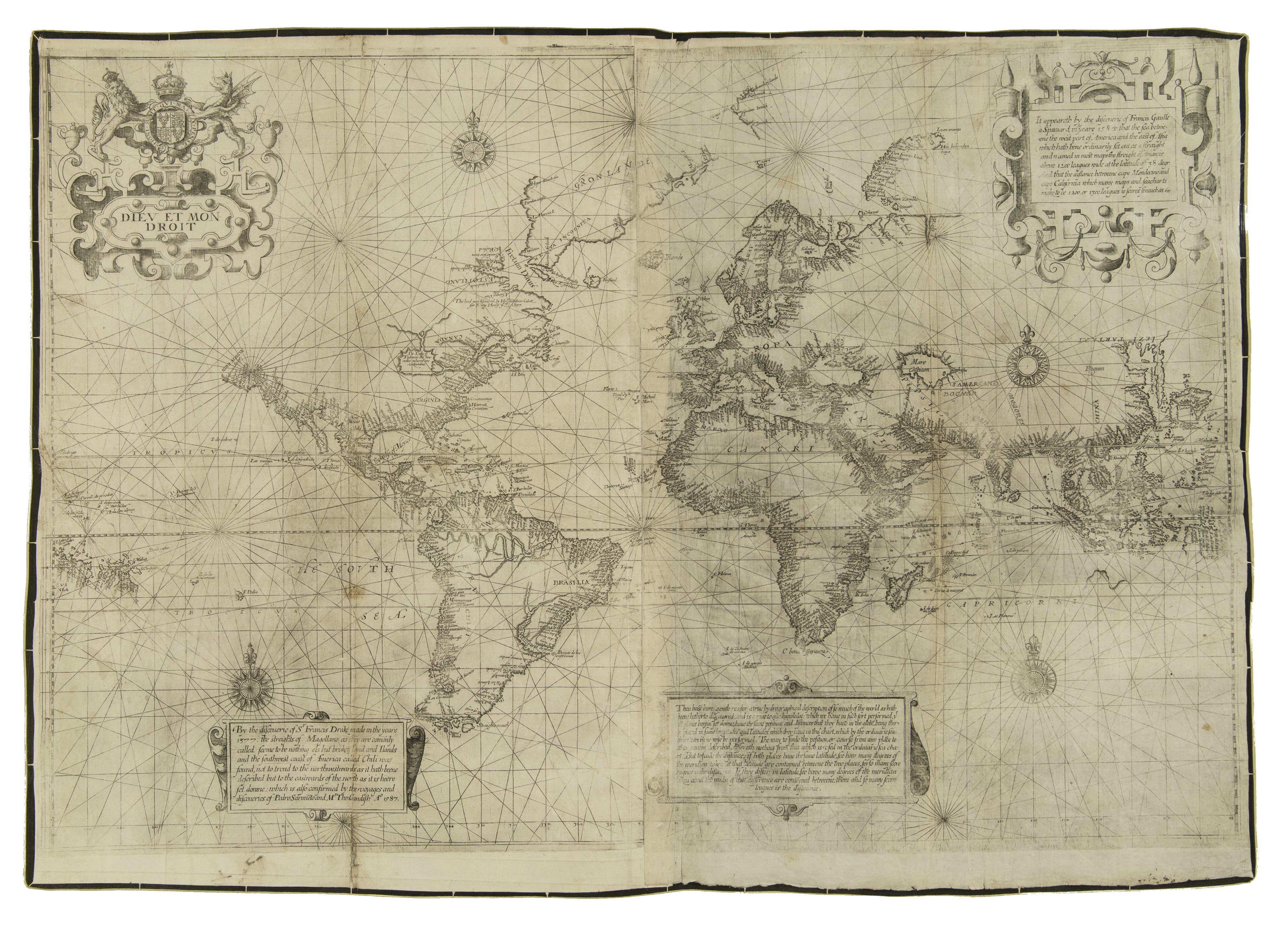
Карта світу Райта – Моліне, яка показує ступінь англійських географічних знань прибл. 1600

Біологи цікавляться традиційними знаннями з того часу, як європейці почали колонізувати світ, починаючи з 15 століття. Пол Сілліто написав, що: 
Europeans not only sought to understand the new regions they intruded into but also were on the look-out for resources that they might profitably exploit, engaging in practices that today we should consider tantamount to biopiracy. Many new crops ... entered into Europe during this period, such as the potato, tomato, pumpkin, maize, and tobacco.
Місцеві біологічні знання, зібрані та відібрані протягом цих перших століть, значною мірою вплинули на ранній розвиток сучасної біології: 
- протягом 17 століття Георг Еберхард Румфіус скористався місцевими біологічними знаннями для створення свого каталогу «Herbarium Amboinense», який охоплює понад 1200 видів рослин в Індонезії ;
- протягом 18 століття Карл Лінней покладався на роботу Румфія, а також листувався з іншими людьми по всьому світу, коли розробляв схему біологічної класифікації, яка зараз лежить в основі більшої частини накопичених знань біологічних наук.
- протягом 19 століття Чарльз Дарвін, «батько» еволюційної теорії, під час своєї подорожі на кораблі «Бігль» зацікавився місцевими біологічними знаннями народів, з якими він стикався. </link>[ <span title="This claim needs references to reliable sources. (February 2024)">потрібна цитата</span> ]

### Етап I (1900-1940-ті роки)
Етнобіологія як окрема галузь почала формуватися лише у 20 столітті, коли вчені почали досліджувати й записувати інформацію про різні народи та їхні культури. Ці дослідження зазвичай проводилися як частина ширших проєктів, спрямованих на документування мов і культур інших народів, фольклор та використання природних ресурсів. Рой Еллен прокоментував це:
At its earliest and most rudimentary, this comprised listing the names and uses of plants and animals in native non-Western or 'traditional' populations often in the context of salvage ethnography ...[ie] ethno-biology as the descriptive biological knowledge of 'primitive' peoples.
Ця «перша фаза» розвитку етнобіології як практики була описана як така, що все ще має по суті утилітарну мету, часто зосереджуючись на ідентифікації тих «тубільних» рослин, тварин і технологій певного потенційного використання та цінності в рамках все більш домінуючих західних економічних систем 

### Етап II (1950-1970-ті роки)
Після того, як етнобіологія сформувалася на першому етапі, розпочався «другий етап» її розвитку. Зараз дослідники прагнуть детальніше задокументувати й зрозуміти, як різні народи сприймають і класифікують природний світ навколо себе.  За словами Сілліто:
By the mid-20th century ... utilitarian-focussed studies started to give way to more cognitively framed ones, notably studies that centred on elucidating classificatory schemes.
Ця «друга» фаза позначена: 
- у Північній Америці (середина 1950-х років), коли Гарольд Конклін закінчив докторську дисертацію під назвою «Відношення культури Хануноо до рослинного світу» [7]
- у Великобританії (середина 1960-х років) з публікацією книги Клода Леві-Стросса «Дикий розум» [8], яка легітимізувала «народну біологічну класифікацію» як гідну крос-культурну дослідницьку спробу
- у Франції (середина 1970-х років) з лінгвістичними дослідженнями ботанічної номенклатури Андре-Жоржа Ходрікурта [9] та роботи Р. Портера та інших в економічній біології. [10]

### Сучасність (1980–2000-ті)
На рубежі 21-го століття етнобіологічні практики, дослідження та знахідки мали значний вплив у ряді галузей біологічних досліджень, включаючи екологію,  природоохоронну біологію,   дослідження розвитку,  та політична екологія . 

Товариство етнобіологів на своїй веб-сторінці консультує:
Етнобіологія - це галузь досліджень, яка швидко розвивається, завойовуючи професійний, студентський та громадський інтерес ... на міжнародному рівні
Етнобіологія перестала бути допоміжною дисципліною і стала самостійною галуззю досліджень. Її викладають у багатьох університетах та освітніх програмах по всьому світу;  зі своїми методичними посібниками,  своїми читачами  і своїми власними підручниками. 

## Предмети дослідження

### Використання
Усі суспільства використовують біологічний світ, у якому вони знаходяться, але існують значні відмінності у використанні, обумовлені потребами, наявними технологіями та культурним почуттям моральності та стійкості. </link> Етнобіологи вивчають, які види живих організмів використовуються різними культурами, для яких цілей їх застосовують, які конкретні методи використання існують, чому обирають саме ці види, а також досліджують символічне і духовне значення таких практик.

### Таксономія
Різні суспільства мають свої унікальні способи класифікації живого світу. Етнобіологи намагаються записати терміни, які вживаються в певних культурах для позначення живих істот, починаючи з найбільш конкретних (схожих на види в класифікації Ліннея) і до більш загальних термінів, таких як «дерево» або навіть ширших, як «рослина». Вони також намагаються зрозуміти загальну структуру або ієрархію системи класифікації (якщо вона існує; тривають дебати щодо того, чи завжди повинна існувати прихована ієрархія. 

### Космологічне, морально-духовне значення
Суспільства формують своє розуміння себе і світу частково через відповіді на такі питання, як «як виник світ?», «як і чому з'явилися люди?», «які практики є правильними і чому?» та «які реальності існують за межами нашого фізичного досвіду?». Ці аспекти світогляду суспільства є ключовими для розуміння їхньої культури. Етнобіологи вивчають, як ставлення суспільства до природного світу впливає на ці переконання і, навпаки, як світогляд формує сприйняття природи.

### Традиційні екологічні знання
Для того, щоб ефективно жити в певному місці, люди повинні розуміти особливості свого середовища, і багато традиційних суспільств мають складне й тонке розуміння місць, у яких вони живуть. </link> Етнобіологи прагнуть поділитися цим розумінням, зважаючи на етичні міркування щодо інтелектуальної власності та культурного присвоєння .

### Крос-культурна етнобіологія
У міжкультурних етнобіологічних дослідженнях одночасно беруть участь дві або більше спільнот. Це дозволяє досліднику порівняти, як біоресурс використовується різними громадами. 

## Піддисципліни

### Етноботаніка
Етноботаніка досліджує зв’язок між людськими суспільствами та рослинами: як люди використовують рослини – як їжу, технологію, ліки та в ритуальних контекстах; як вони їх бачать і розуміють; їхня символічна та духовна роль у культурі.

### Етнозоологія
Підгалузь етнозоології зосереджується на стосунках між людьми та іншими тваринами протягом всієї історії людства. Він вивчає людські звичаї, такі як полювання, риболовля та тваринництво в просторі та часі, а також людські погляди на тварин, наприклад, їхнє місце в моральній і духовній сферах. </link>

### Етноекологія
Етноекологія стосується все більш домінуючої «етнобіологічної» дослідницької парадигми, зосередженої, головним чином, на документуванні, описі та розумінні того, як інші народи сприймають, керують і використовують цілі екосистеми.

## Інші дисципліни
Дослідження та праці в рамках етнобіології спираються на дослідження з таких галузей, як археологія, географія, лінгвістика, систематика, популяційна біологія, екологія, культурна антропологія, етнографія, фармакологія, харчування, збереження та сталий розвиток. 

## Етика
Протягом більшої частини історії етнобіології її практикуючі люди були в основному представниками домінуючих культур, і користь від їхньої роботи часто приносилася домінуючій культурі, при цьому мало контролю або користі вкладалося в корінні народи, практику та знання яких вони записували.
Подібно до того, як багато з цих корінних суспільств працюють над встановленням законного контролю над фізичними ресурсами, такими як традиційні землі чи мистецькі та ритуальні об’єкти, багато працюють над встановленням законного контролю над своєю інтелектуальною власністю .
В епоху, коли існує потенціал для отримання великих прибутків від відкриття, наприклад, нових харчових культур або лікарських рослин, сучасні етнобіологи повинні враховувати права інтелектуальної власності, потребу в інформованій згоді, потенційну шкоду для інформаторів та їхній «борг до суспільств, у яких вони працюють». 
Крім того, ці питання слід розглядати не лише у світлі загального розуміння етики та права західними промислово розвиненими країнами, а й у світлі етичних і правових стандартів суспільств, з яких етнобіолог черпає інформацію. 

## Виноски
1. 1 2  Society of Ethnobiology's "What is Ethnobiology" webpage [Архівовано 2008-04-16 у Wayback Machine.] Accessed 12 April 2008
2. ↑  Berlin, Brent (1992) Page 4
3. 1 2  Sillitoe 2006.
4. 1 2  Sillitoe 2006, p. 121.
5. ↑  Ellen, Roy (2006)
6. ↑  Examples of studies from this 'first' phase in the development of ethnobiology include Stevenson (1915), Castetter (1944) and Harrington (1947)
7. ↑  Conklin, H.C. (1954)
8. ↑  Lévi-Strauss, Claude (1966)
9. ↑  Haudricourt, Andre-Georges (1973)
10. ↑  Porteres, R. (1977)
11. ↑  for instances of ethnobiology's influence on ecology, see Balée (1998); Plotkin (1995); Schultes & von Reis (1995)
12. ↑  O'Neill, Alexander та ін. (29 березня 2017). Integrating ethnobiological knowledge into biodiversity conservation in the Eastern Himalayas. Journal of Ethnobiology and Ethnomedicine. 13 (21): 21. doi:10.1186/s13002-017-0148-9. PMC 5372287. PMID 28356115.
13. ↑  for instances of ethnobiology's influence on conservation biology see Cunningham (2001); Johannes (1989); Laird (2002); Tuxill & Nabhan (2001)
14. ↑  for an instancing of ethnobiology's influence on development studies, see Warren, Slikkerveer & Brokensha (1995)
15. ↑  for an instancing of ethnobiology's influence on political ecology see Zerner (2000)
16. ↑  Ethnbiology methods manuals include Alexiades (1996) and Martin (1995)
17. ↑  one Ethnobiology reader is Minnis (2000)
18. ↑  one Ethnobiology textbook is Cotton (1996)
19. ↑  Ellen, Roy (1993) pages 216 forward
20. ↑  Franco, F.M. and Narasimhan, D. (2012). Ethnobotany of the Kondh, Poraja, Gadaba and Bonda of the Koraput region of Odisha, India. D.K. Printworld, New Delhi
21. ↑  Code of Ethics of the American Anthropological Association, section A
22. ↑  Dodson (2007)

## Зовнішні посилання
- Біологія on-line Статті "Етнобіологія".
- Етнобіологія — традиційні біологічні знання в сучасному глобальному контексті. (Список ресурсів курсу Університету Атабаски) [Архівовано 2016-03-03 у Wayback Machine.]  </link>
- Міжнародне товариство етнобіології
- Журнал етнобіології
- Журнал етнобіології та етномедицини
- Товариство етнобіолог
- Tsammalex: Лексична база даних про рослини і тварин
- Мови мисливців-збирачів та їхніх сусідів : містить багато назв флори та фауни мовами, якими розмовляють мисливці-збирачі та їхні сусіди.